# 可信執行環境
可信執行環境（英語：Trusted execution environment，簡稱TEE），是中央处理器中安全的區域，可以保證其中的程式和資料在機密性和完整性上得到保護.。TEE是隔離的執行環境，可以有安全的機能，例如隔離執行、和TEE一起執行的應用程式完整性，也包括其資產的機密性。用一般的術語來說，TEE提供安全性更高的執行空間，給可信軟體執行，其安全性比作業系統（OS )更強，機能性比安全元件（secure element）更多。

## 歷史
Open Mobile Terminal Platform（OMTP）最早是在《Advanced Trusted Environment:OMTP TR1》中定義TEE，其定義是為了讓應用程式滿足安全等級的需求，「提供應用程式必要協助的硬體及軟體組合」。定義的安全等級有二個，第一個安全等級Profile 1，只避免純軟體的攻擊，第二個安全等級Profile 2，則可避免軟體及硬體的攻擊。後來就推出了商業化，以ARM的TrustZone技術為基礎，符合TR1標準的TEE。
OMTP標準的工作在2010年中結束，該團隊轉向到Wholesale Applications Community（WAC）。OMTP標準（包括有關TEE的定義）是由GSM協會在主導。